# 1455

## Události
- 1455–1485 – v Anglii probíhá válka růží
- v celém Slezsku vypovězení a masové vraždy Židů spojené s násilným odebíráním dětí rodičům
- 23. února – Johann Gutenberg zahájil tisk bible

### Probíhající události
- 1454–1466 – Třináctiletá válka
- 1455–1487 – Války růží

## Narození
Česko
- ? – Ladislav z Boskovic, moravský šlechtic pocházející z rodu pánů z Boskovic († 1520)
- ? – Jiří Tunkl, moravský šlechtic († asi 1494)

Svět
- 29. ledna – Johann Reuchlin, německý humanista († 30. června 1522)
- 2. února – Jan I. Dánský, král Dánska, Norska a Švédska († 20. února 1513)
- 3. května – Jan II., portugalský král († 25. října 1495)
- 1. června – Anna Savojská, členka rodu Savojských († únor 1480)
- 2. srpna – Jan Cicero Braniborský, kurfiřt Braniborského markrabství († 9. ledna 1499)
- 4. září – Jindřich Stafford, 2. vévoda z Buckinghamu, anglický šlechtic († 2. listopadu 1483)
- ? – Adam Kraft, německý pozdně gotický sochař († 21. ledna 1509)
- ? – Peter Vischer starší, německý raně renesanční sochař († 7. ledna 1529)
- ? – Sofia Palaiologovna, byzantská princezna a ruská velkokněžna († 7. dubna 1503)

## Úmrtí
- 18. února – Fra Angelico – italský mnich a malíř rané renesance (* asi 1395)
- 19. března – Aleš Holický ze Šternberka, český šlechtic a nejvyšší zemský komorník (* asi 1390)
- 24. března – Mikuláš V., papež (* 1397)
- 22. května – Edmund Beaufort, vévoda ze Somersetu, významná postava války růží i stoleté války (* 1406)
- červenec – Hund Şehzade, osmanská princezna (* 1422)
- 1. prosince – Lorenzo Ghiberti, italský sochař (* 1378)
- 2. prosince – Isabela de Coimbra, portugalská královna (* 1. března 1432)

## Hlavy států
- České království – Ladislav Pohrobek
- Svatá říše římská – Fridrich III.
- Papež – Mikuláš V., Kalixtus III.
- Anglické království – Jindřich VI.
- Francouzské království – Karel VII.
- Polské království – Kazimír IV. Jagellonský
- Uherské království – Ladislav Pohrobek
- Litevské knížectví – Kazimír IV. Jagellonský
- Říše Inků – Pachacútec Yupanqui